# Фридерик Таданір
Фридерик Таданір (Fryderyk Tadanier, 18 січня 1892, Кам'янка-Бузька — 1 листопада 1960, Краків) — польський архітектор.

## Біографія
Народився 18 січня 1892 року в Кам'янці-Струмиловій (тепер Кам'янка-Бузька) в сім'ї Адольфа Таданіра. У лютому 1915 року закінчив Львівську політехніку. У 1915—1916 роках проходив практику у Львові в бюро Івана Левинського. Від 1923 року працював у Кракові з Вацлавом Кшижановським, а від 1926 — з Адольфом Шишко-Богушем і Єжи Струшкевичем. 1927 року здав екзамен на концесію будівничого. Був головним інженером, а також заступником директора Містопроекту. Член Спілки архітекторів Краківського воєводства, член SARP, де входив до правління. У 1936–1939 і від 1952 року викладав у Краківській академії мистецтв. Був членом редакції часопису «Architekt». 15 липня 1955 року відзначений Золотим хрестом заслуги за працю в галузі житлового будівництва. Творчість Таданіра відноситься до поміркованого функціоналізму.
Роботи у Кракові
- V нагорода на конкурсі ескізних проектів Бібліотеки ягеллонської (1928, спільно з Максимільяном Бурстіном).[6]
- Перебудова Головної пошти на вулиці Вєлополє, 2 у 1931 році. Початково неоренесансна будівля набула рис стилю ар деко.[7]
- Будинок на розі площі Інвалідів, 7-8 та алеї Словацького, 2 (1931).[8]
- Будинки на вулиці Філярецькій, 2, ріг Сенаторської 7 (1932—1933) і Філярецькій, 2а (1931—1932).[9]
- Житловий будинок на вулиці Шопена, 5 (1933).[9]
- Житловий будинок на вулиці Серено Фенна, 8 (1935).[10]
- Повітове управління на вулиці Словацького, 18а/20 (1935—1936, співавтор Стефан Строєк).[4] Вирішене у формах модернізованого класицизму.[11]
- Комунальна Ощадна каса Краківського повіту на площі Щепанській (1933—1936, співавтор Стефан Строєк).[4]
- Будинки робітничої колонії і «Dom Społeczny» на вулиці Чарновєйській, 52 (1935—1936).[8]
- Житловий будинок на вулиці Біскупій, 11 (1937).[10]
- 5-поверховий житловий будинок Станіслава Сиски на вулиці Серено Фенна, 2, ріг Біскупьої, 9 (1937–1938).[12]
- Житловий будинок на вулиці святого Марка, 8 (1937—1938). Замовником виступала Комунальна ощадна каса Краківського повіту. Має флігелі, збудовані за проектами інших архітекторів у 1872 і 1930 роках, перебудовані у 1887 і 1901.[10]
- Адаптація театру «Bagatela» на вулиці Кармелітській, 4 для потреб кінотеатру «Scala» (1938).[4]
- Найбільший у міжвоєнному Кракові комплекс дешевих житлових будинків кооперативу «Praca» на вулиці Празькій у місцевості Дембніки. Реалізований у 1935—1939 роках. Функціоналістичний Дім соціальної опіки на Празькій, 52. Містив магазини, дошкільний заклад, бібліотеку, театральну залу. Збудований у 1935—1937 роках. Усі проекти створені спільно з Міхалом Закшевським.[11]
- Житловий будинок на площі Яна Матейка, 2 (1938—1940). Споруджувався під керівництвом архітектора Медарда Стадницького. Скульптурне оздоблення виконав Францішек Кальфас.[13]
- Житловий будинок на вулиці Казимира Великого, 40 (1940).[9]
- Будинок залізничної пошти (1947).[4]

В інших населених пунктах
- Студентський проект Фридерика Таданіра і Калікста Кшижановського, виконаний у 1913–1914 навчальному році під керівництвом Адольфа Шишко-Богуша здобув першу нагороду на конкурсі недорогих будинків для Антоколя у Вільно. Відзначався авангардною асиметричною брилою і відсутністю декору. Публікувався у збірці «Rocznik Architektoniczny»[14]
- 1913 року, ще як студент відділу архітектури, спільно з Калікстом Кшижановським, Мечиславом Жепецьким, Зигмунтом Шпербером, під керівництвом Адольфа Шишко-Богуша як навчальне завдання виконав заміри синагоги «Золота Роза». Інвентаризаційні креслення доповнені статтею Таданіра видано у щорічнику, присвяченому роботам студентів Політехніки.[15] Того ж року замальовки і результати обмірів експонувались на VI щорічній виставці Союзу студентів архітектури у Львові.[16]
- Пошта в Ченстохові (1933). Проект Адольфа Шишко-Богуша. Проект детального планування і керівництво спорудженням Фридерика Таданіра.[17]
- Будинок для управління гміни в Івано-Франковому. Реалізований на місці інженером Б. Вельчером (не пізніше 1922).[18]